# ریموند وانگ پاک-مینگ
ریموند وانگ پاک-مینگ (انگلیسی: Raymond Wong Pak-ming؛ زادهٔ ۸ آوریل ۱۹۴۶) بازیگر، کارگردان فیلم، تهیه‌کننده فیلم، فیلم‌نامه‌نویس و مجری اهل هنگ کنگ است.
از آثار تهیه‌کنندگی وی می‌توان به مجموعه فیلم‌های چیزی خوبه که پایانش خوبه، ایپ من، ایپ من ۲ و استاد زد: میراث ایپ من اشاره نمود.